# Герасимов, Михаил Иванович
Михаил Иванович Герасимов (14 (26) октября 1868, Новоржев, Новоржевский уезд, Псковская губерния, Российская империя — 1923) — русский фотограф, предприниматель и антиквар, член-соревнователь Псковского археологического общества. Созданные им почтовые открытки и фотографии сохранили образ дореволюционного Пскова и других мест губернии, они изучаются при подготовке реставрационных проектов и иллюстрируют многие исторические статьи.

## Биография

### Происхождение и детство
Михаил Иванович Герасимов родился 14 (26) октября 1868 года в Новоржеве. Отец, Иван Васильевич Герасимов, держал там чайную, но вскоре после рождения сына Михаила разорился и переехал с семьёй в Псков. Мать, Евдокия Николаевна Герасимова, была дочерью опочецкого купца Николая Барышникова. В Пскове отец Михаила Герасимова устроился сторожем-звонарём в церкви Нового Вознесения. Будущий фотограф рос в здании сторожки, примыкающей к северной части храма. Помимо старшего Михаила, в семье было ещё трое детей, Александр, впоследствии также ставший фотографом, Татьяна и Николай. После смерти супруга, Евдокия Николаевна Герасимова вернулась с детьми на родину.
Позднее один из родственников отвёз Михаила Ивановича в Санкт-Петербург, пристроив работать в Гостинный двор к купцу. В Псков Герасимов вернулся лишь в начале 1890-х годов.

### Зрелые годы

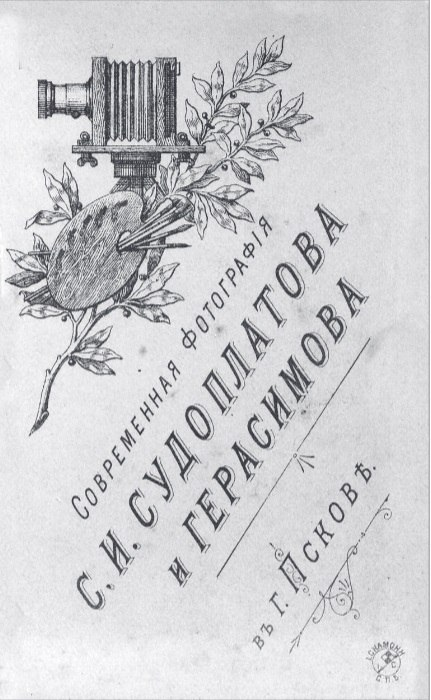
Фотография Судоплатова и Герасимова в Пскове

В сентябре 1894 года Герасимов открыл фотосалон совместно с островским купцом Сергеем  Ивановичем Судоплатовым, однако в начале следующего столетия единственным владельцем фотографии стал Михаил Герасимов. Обратная сторона фотокарточек Михаила Герасимова оформлялась с изображением фотоаппарата, палитры с кистями, цветка и подписи «Современная фотографія М.И.Герасимова в гъ Псковѣ».
Фотография располагалась в центре Пскова по Сергиевской улице в доме Ларионова. Сын фотографа Николай Михайлович Герасимов вспоминал: 
«Фотография находилась в глубине двора, выходившего воротами на бывшую Сергиевскую улицу против гостиницы «Петербург» и расположенного по соседству с двором церкви Михаила  Архангела.  На  том  же  дворе  находилось  небольшое  одноэтажное  здание, выходившее  фронтоном  на  улицу,  рядом  с воротами»
У жены фотографа, Александры Николаевны, по тому же адресу был большой магазин дамских и детских нарядов.
В 1903 году Михаил Иванович открывает магазин детских игрушек, картин, альбомов в Пскове. Позднее он открывает единственный магазин детских игрушек в уездном городе Острове по Полоцкой улице в доме Тягунова. Герасимов водил знакомство со многими молодыми и известными художниками, включая Рериха, Бродского, Гагенмейстера, Юона, Протопопова, Мешкова, которые гостили у него.

### Псковский фотограф
Михаил Иванович Герасимов знаменит тем, что выпустил наибольшее количество открыток с видами дореволюционного Пскова. Фотографии и открытки печатались в типографии акционерного общества «К.-А. Гранберг в Стокгольме». Снимки помещал на картонные паспарту (10,8 ×16,5 см). Фотография не была основным источником дохода Герасимова, но занимало важную роль в его жизни. Запечатление множества древних памятников и городской среды на снимках дало потомкам возможность заглянуть в Псков начала XX столетия, во многом утерянный в наше время, а реставраторам — уникальный шанс изучать фотографии восстанавливаемых объектов. Михаил Иванович Герасимов понимал значимость своей деятельности, о чём говорит его другое увлечение — сбору старины.

### Антиквар
Михаил Иванович коллекционировал старинные бытовые вещи. Путешествуя по губернии, он интересовался русской культурой, историей, старался найти, выкупить и сохранить предметы, представляющие антикварную ценность. Николай Михайлович Герасимов вспоминал:
«Разъезжая при фотографировании по провинции, он всюду искал старинные  вещи,  расспрашивал  о  них  жителей, рылся в сундуках у старух, в хламе старьёвщиков и привозил домой старинные «ленты», кокошники, душегрейки, сарафаны, дубовые, окованные железом расписные ларцы и сундуки  с  диковинными  замками.  Деревянные ковши-братины в виде гусей-лебедей, древние иконы, полуистлевшие книги в кожаных переплётах, кубки, лампадки. Одним словом, он собирал себе домашний музей»
В январе 1906 года Псковское археологическое общество приняло Михаила Герасимова в  члены-соревнователи общества. На следующий год он подарил обществу 500 открыток с видами Пскова.

### Последние годы жизни

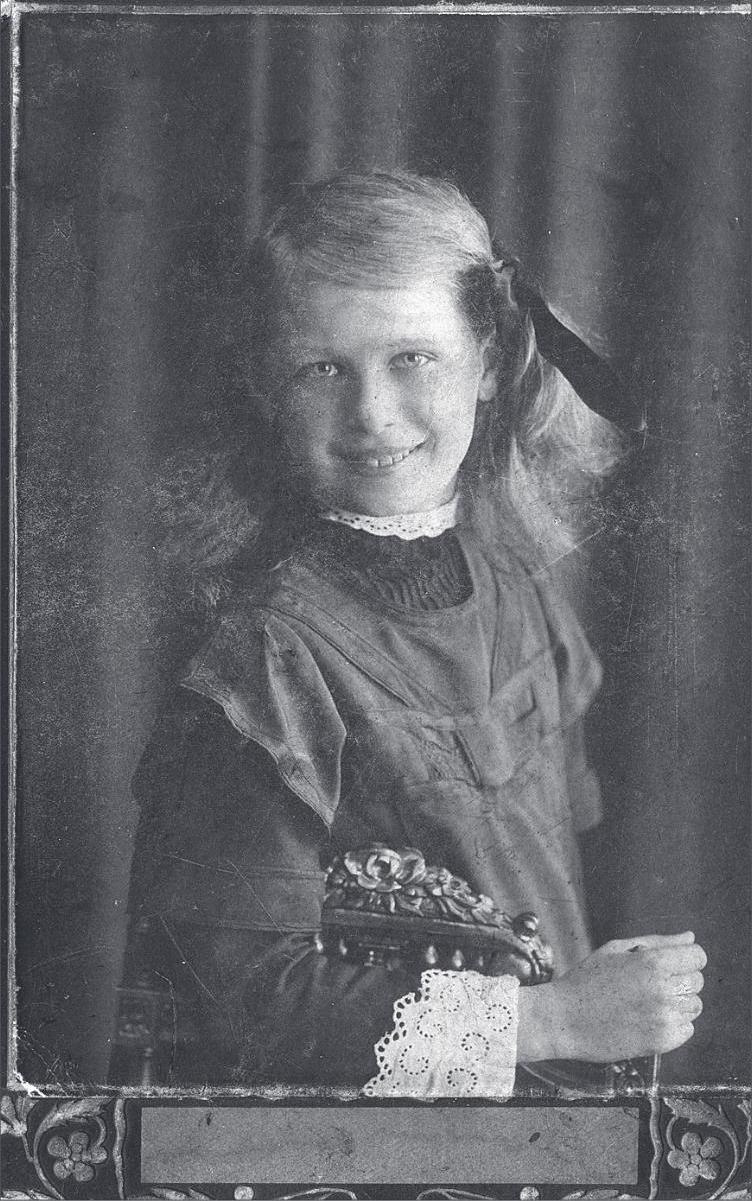
Зинаида, дочь фотографа

После  Февральской революции к Пскову приближались  германские войска,  доходы  от магазинов и фотографии резко сократились, и семья Герасимовых уехала в Нижний Новгород. Старший сын Николай в 1917–1918 годах служил в армии Юденича, а позднее обосновался в Таллине, где умер 20 апреля 1978 года. Александра Николаевна из-за голода в Поволжье поехала узнавать о возможности возврата в Псков, но по дороге заболела тифом и скончалась на станции Дно. В 1923 году покончил с собой Михаил Иванович Герасимов.

## Семья
- Отец — Иван Васильевич Герасимов;
- Мать — Евдокия Николаевна Герасимова (Барышникова), дочь опочецкого купца Николая Барышникова;
- Брат — Александр  Иванович Герасимов (1883-1933), фотограф, репрессирован 12 апреля 1933, умер 25 августа того же года в лагерях, реабилитирован в 1959 году[7][8];
- Сестра — Татьяна Ивановна Герасимова;
- Брат — Николай Иванович Герасимов;
- Жена — Александра Николаевна Герасимова (Варфаламеева), родилась в 1873 году;
- Сын — Николай Михайлович Герасимов, родился 7 (19) октября 1898 года;
- Дочь — Зинаида Михайловна Герасимова, родилась  в сентябре 1902 года;
- Сын — Владимир Михайлович Герасимов, родился, предположительно, в 1905 году.

## Галерея фотографий и открыток

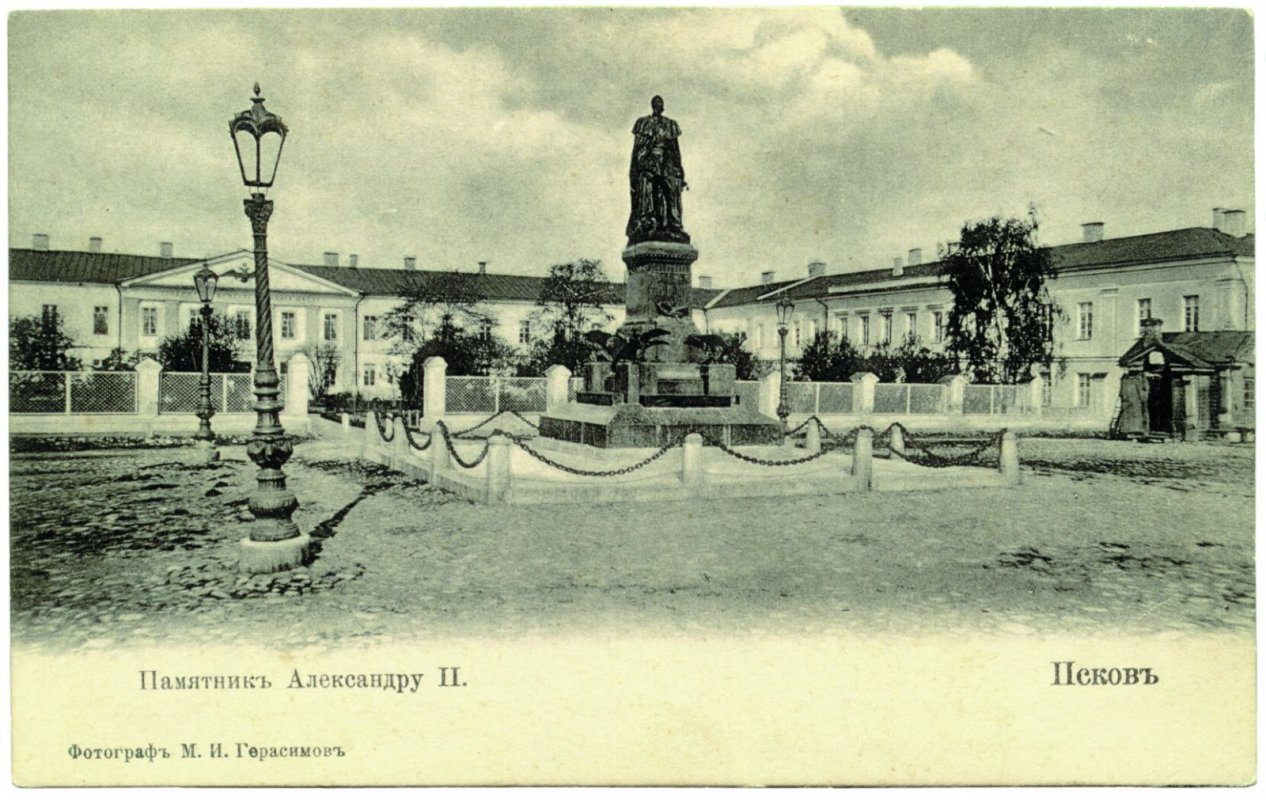
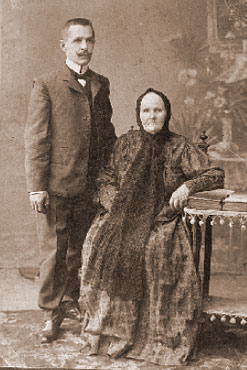
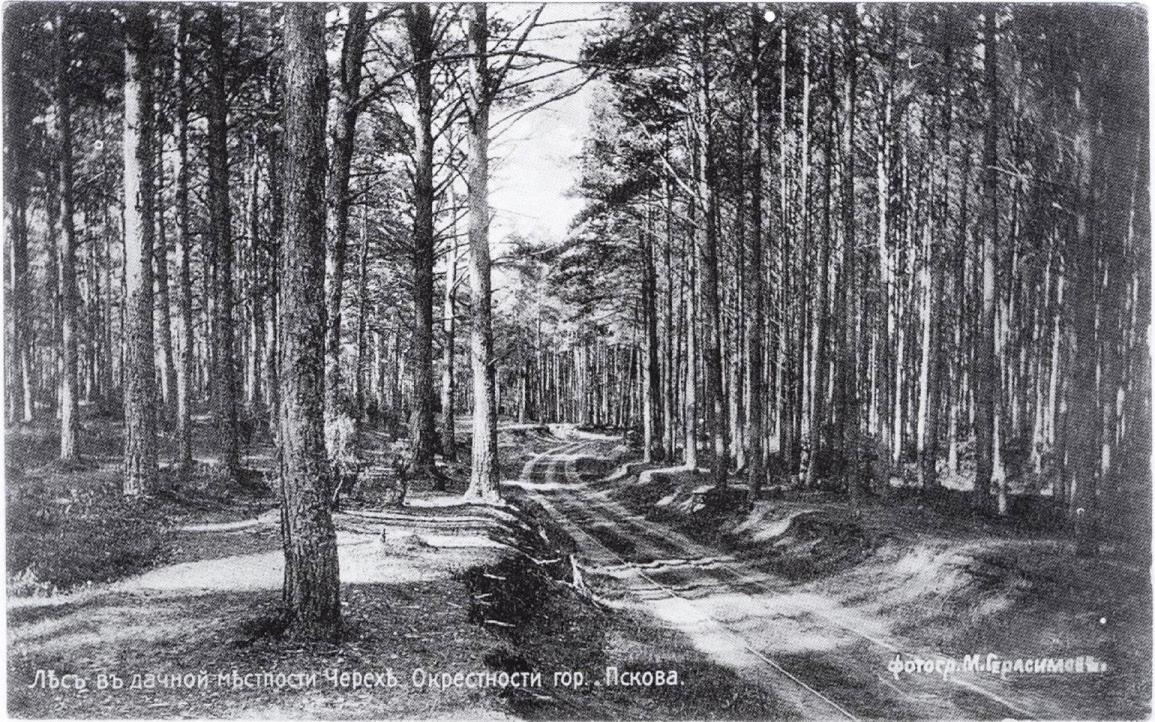
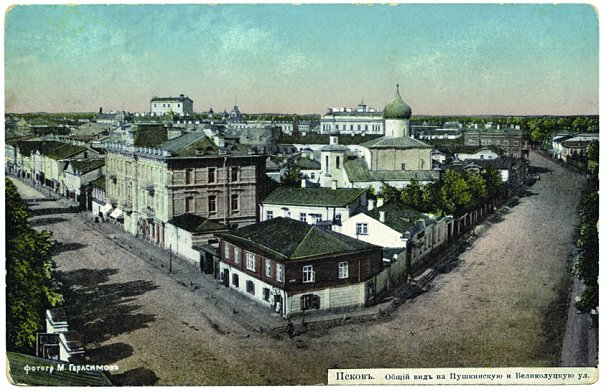
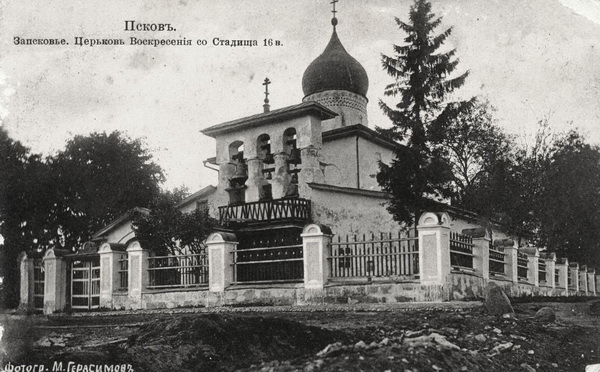
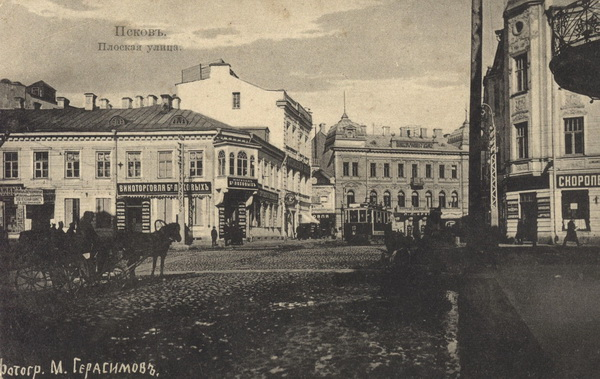
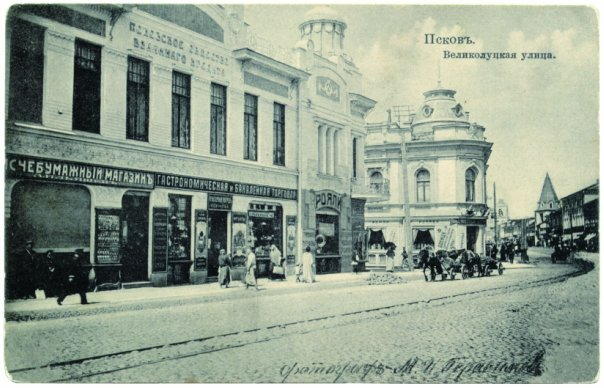
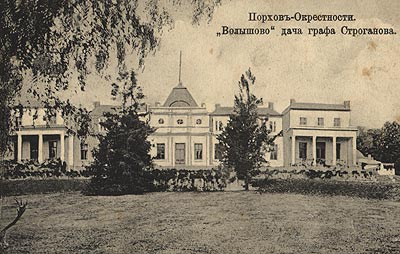
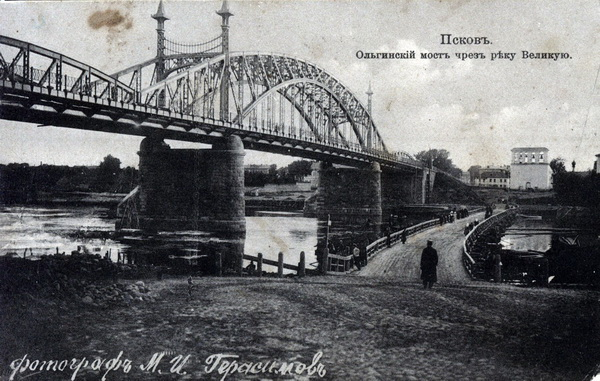
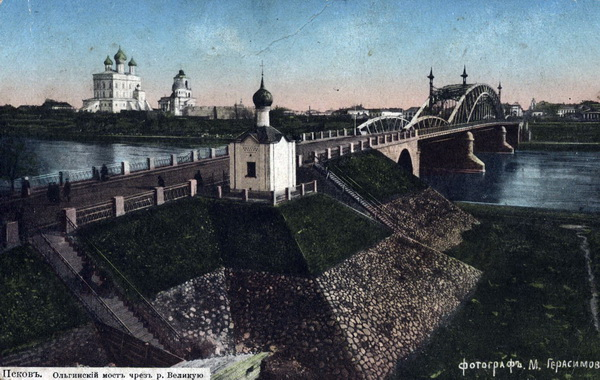
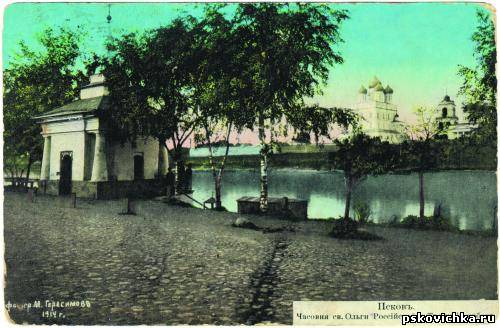
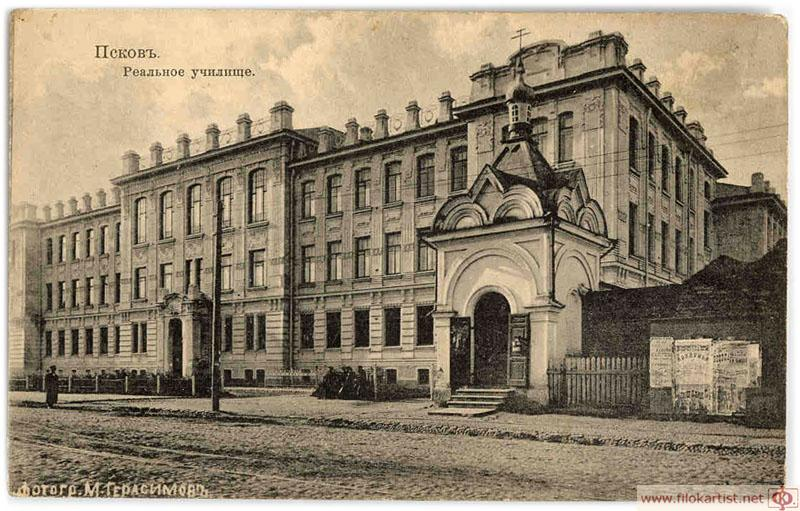
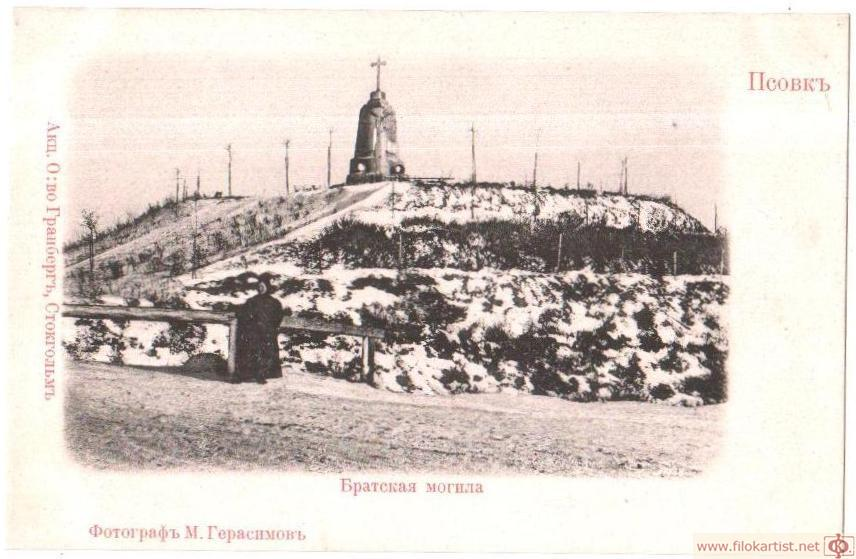
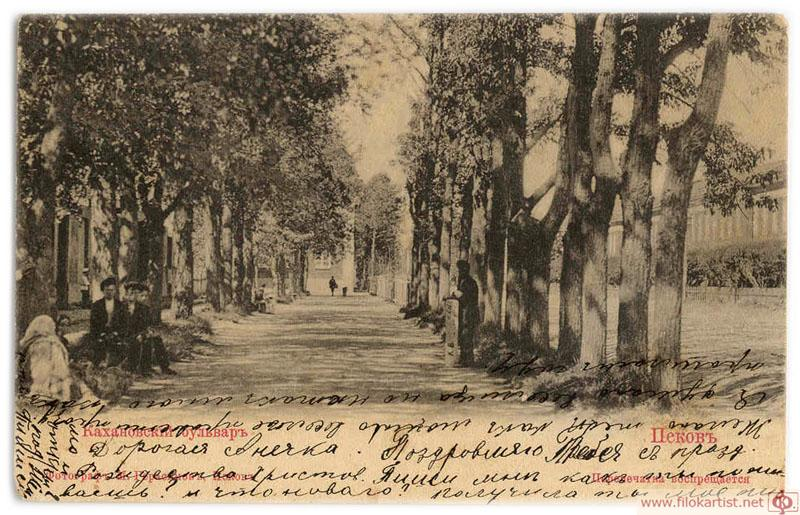
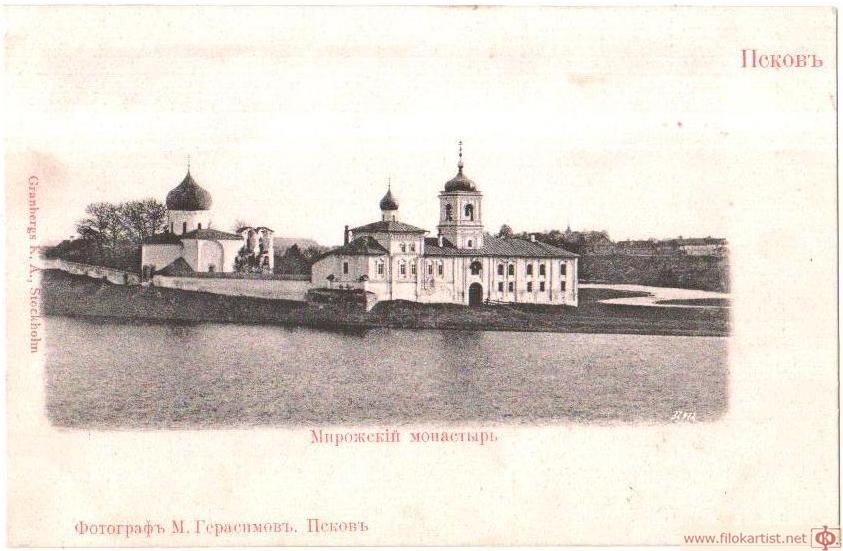
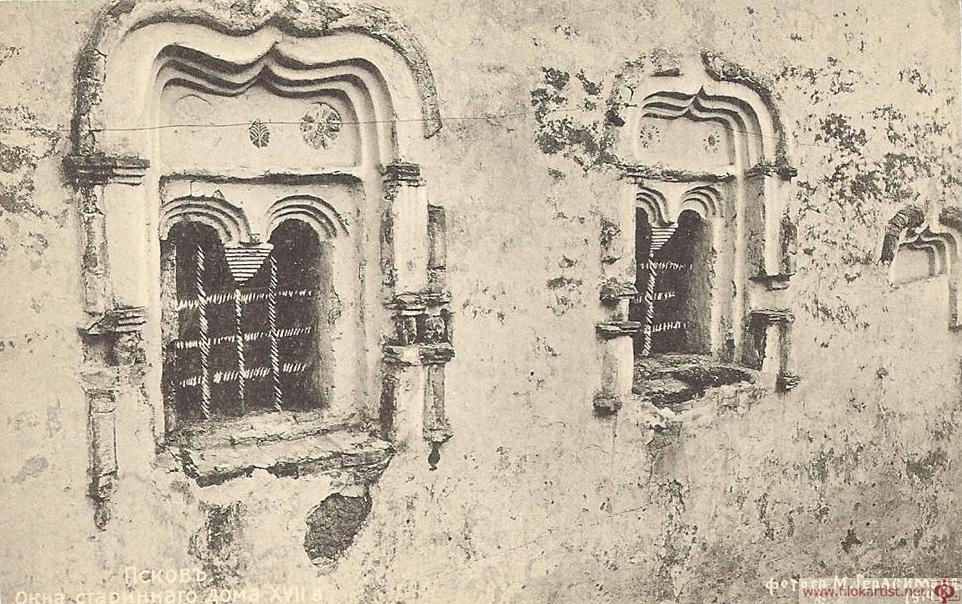
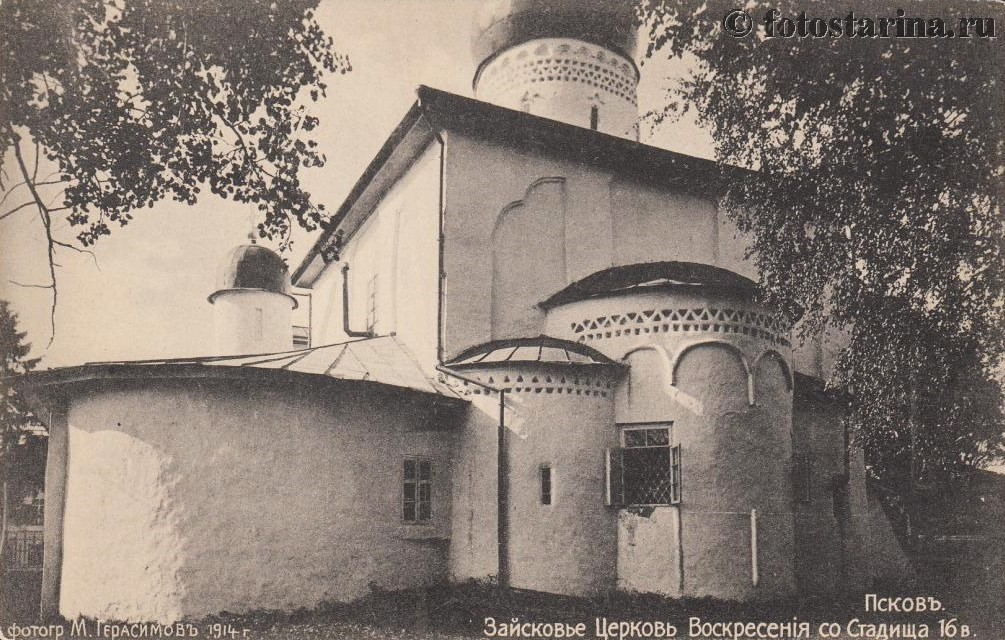
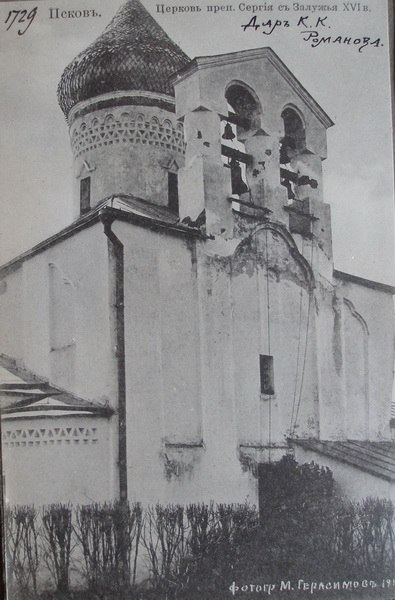
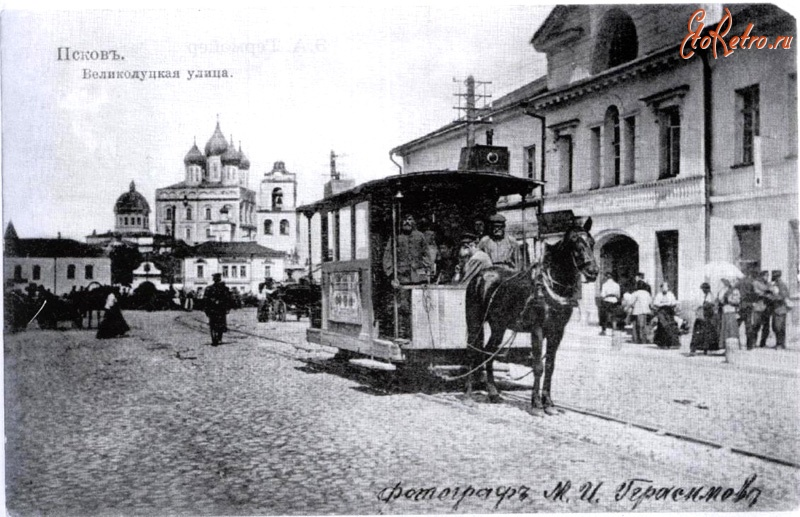
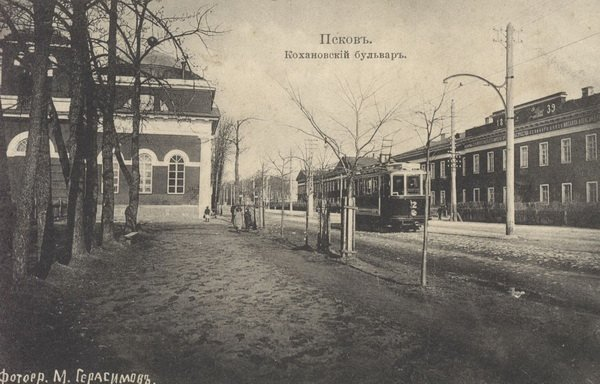